# Карл Джошуа Янг
Карл Джошуа Янг (англ. Carl Joshua Young, нар. 1 січня 1968, Вабан, Массачусетс) — американський хокеїст, що грав на позиції крайнього нападника. Грав за збірну команду США.

## Ігрова кар'єра
Хокейну кар'єру розпочав 1986 року.
1989 року був обраний на драфті розширення НХЛ під 5-м загальним номером командою «Нью-Джерсі Девілс». 
Протягом професійної клубної ігрової кар'єри, що тривала 4 років, захищав кольори команд «Калгарі Флеймс» та «Бостон Брюїнс».
Загалом провів 43 матчі в НХЛ.
Був гравцем молодіжної збірної США. Виступав за дорослу збірну США.

## Статистика

### Клубні виступи
| Сезон        | Клуб                    | Ліга         | Регулярний сезон | Регулярний сезон | Регулярний сезон | Регулярний сезон | Регулярний сезон | Плей-оф | Плей-оф | Плей-оф | Плей-оф | Плей-оф |
| Сезон        | Клуб                    | Ліга         | І                | Г                | П                | О                | ШХ               | І       | Г       | П       | О       | ШХ      |
| ------------ | ----------------------- | ------------ | ---------------- | ---------------- | ---------------- | ---------------- | ---------------- | ------- | ------- | ------- | ------- | ------- |
| 1986–87      | «Гарвард Крімсон»       | ECAC         | 34               | 17               | 12               | 29               | 30               | —       | —       | —       | —       | —       |
| 1987–88      | «Гарвард Крімсон»       | ECAC         | 28               | 13               | 16               | 29               | 40               | —       | —       | —       | —       | —       |
| 1988–89      | «Гарвард Крімсон»       | ECAC         | 36               | 20               | 31               | 51               | 36               | —       | —       | —       | —       | —       |
| 1989–90      | «Гарвард Крімсон»       | ECAC         | 28               | 21               | 28               | 49               | 32               | —       | —       | —       | —       | —       |
| 1990–91      | «Солт-Лейк Голден Іглс» | МХЛ          | 80               | 31               | 36               | 67               | 43               | 4       | 1       | 2       | 3       | 2       |
| 1991–92      | США                     | —            | 49               | 17               | 17               | 34               | 38               | —       | —       | —       | —       | —       |
| 1991–92      | «Солт-Лейк Голден Іглс» | МХЛ          | 9                | 2                | 2                | 4                | 1                | 5       | 0       | 1       | 1       | 4       |
| 1992–93      | «Калгарі Флеймс»        | НХЛ          | 28               | 3                | 2                | 5                | 20               | —       | —       | —       | —       | —       |
| 1992–93      | «Бостон Брюїнс»         | НХЛ          | 15               | 4                | 5                | 9                | 12               | —       | —       | —       | —       | —       |
| 1992–93      | «Провіденс Брюїнс»      | АХЛ          | 7                | 4                | 3                | 7                | 26               | 6       | 1       | 0       | 1       | 16      |
| Усього в НХЛ | Усього в НХЛ            | Усього в НХЛ | 43               | 7                | 7                | 14               | 32               | —       | —       | —       | —       | —       |

### Збірна
| Рік    | Команда    | Турнір | І  | Г | П | О | ШХ |
| ------ | ---------- | ------ | -- | - | - | - | -- |
| 1988   | США (мол.) | МЧС    | 7  | 2 | 1 | 3 | 8  |
| 1992   | США        | ОІ     | 8  | 1 | 3 | 4 | 4  |
| Усього | Усього     | Усього | 15 | 3 | 4 | 7 | 12 |